# Jule Hake
Jule Hake (n. 24 septembrie 1999, Olfen, Renania de Nord-Westfalia, Germania) este o canoistă ce a reprezentat Germania, medaliată olimpică. A participat la 2 ediții ale Jocurilor Olimpice (2020, 2024) în care a câștigat o medalie de bronz.